# 서경보 (승려)
서경보(徐京保, 1914년 10월 10일 ~ 1996년 6월 25일)는 한국의 승려이며 불교 지도자이다. 본관은 이천이며 법명은 일붕(一鵬)이다.
1932년 고향인 제주도에서 출가하여 승려가 되었고, 동국대학교 불교학과를 졸업하고 미국의 템플 대학교에서 비교종교학 박사 학위를 받았다. 동국대학교를 비롯하여 여러 대학의 교수를 역임했고 불국사 주지도 거쳤다.
제4공화국의 통일주체국민회의 대의원, 제5공화국의 국가보위입법회의 입법의원으로 참가하여 두 정권을 지지했다. 1988년에는 자신이 원로의원까지 지냈던 조계종에서 나와 대한불교 일붕선교종을 새로 설립해 종정에 올랐다.
저서에 《불교성전(佛敎聖典)》, 《불교사상교양전집》, 《서경보인생론전집》 등이 있고, 국민훈장 동백장을 수여받았다. 1995년과 1996년에 2년 연속 노벨 평화상 후보로 추천된 바 있다.

## 같이 보기
- 일붕선교종
- 불국사

## 참고 자료
- “서경보”. 엠파스. 2006년 7월 9일에 원본 문서에서 보존된 문서. 2008년 2월 10일에 확인함.
- “일붕 서경보”. 전통사찰관광종합정보. 2007년 6월 30일에 원본 문서에서 보존된 문서. 2008년 2월 10일에 확인함.